# أوسكار شيد
أوسكار شيد (بالإنجليزية: Wilfrid Sheed)‏‏ (27 ديسمبر 1930 في لندن - 19 يناير 2011 ) روائي من الولايات المتحدة.

## الجوائز
- زمالة غوغنهايم